# Championnats du monde de tennis de table 1952
Navigation
Édition précédente Édition suivante
Les championnats du monde de tennis de table 1952, dix-neuvième édition des championnats du monde de tennis de table, ont lieu du 1er au 10 février 1952 à Bombay, en Inde.
Les japonais remportent 4 des 7 titres mis en jeu
Le titre messieurs est remporté par le Japonais Hiroji Satō, après s'être imposé en demi-finale contre le français René Roothooft et en finale contre le hongrois Koczian. Celui-ci avait gagné sa demi-finale contre l'autre français Guy Amouretti.